# Tingsryds kommunala realskola
Tingsryds kommunala realskola var en kommunal realskola i Tingsryd verksam från 1950 till 1971.

## Historia
Skolan fanns som en högre folkskola som 1950 ombildades till kommunal mellanskola. vilken den 1 juli 1952 ombildades till kommunal realskola.
Realexamen gavs från 1951 till 1971.